# Raúl Mendé
Raúl Antonio Mende (Egusquiza, provincia de Santa Fe, 11 de marzo de 1918 - Esperanza, 3 de diciembre de 1963), conocido como Raúl Mendé, fue un médico, poeta y político argentino que ejerció como ministro de Asuntos Técnicos durante la primera y segunda presidencia de Juan Domingo Perón.

## Biografía
Era hijo de un maestro rural y una catequista, estudió en el Colegio "San José" de la ciudad de Esperanza y en el Colegio de Guadalupe de Santa Fe, y en 1942 se recibió de médico en la Universidad Nacional de Córdoba, especializándose en cardiología. En 1944 publicó su primer libro de poemas: Con mis alas.
Partidario del peronismo fue elegido intendente de la ciudad de Esperanza en 1946. Renunció al cargo en 1947, año en que fue nombrado ministro de Bienestar y Seguridad Social de Santa Fe; ese mismo año publicó su libro "Doctrina peronista del Estado". Militó en el peronismo concurriendo a sus marchas, y redactando e imprimiendo sus volantes y proclamas.
Elegido miembro de la Convención Nacional Constituyente por la provincia de Santa Fe, se instaló ese mismo año en la ciudad de Buenos Aires, donde fue nombrado Secretario de Cultura de la Municipalidad.
El 10 de noviembre de ese mismo año fue nombrado Ministro de Asuntos Técnicos de la Nación; Eva Perón comenzó a llamarlo "Mendé" para no confundirlo con otro ministro, Armando Méndez San Martín. Fue un colaborador estrecho del presidente Juan Domingo Perón, para quien redactaba los borradores de algunos discursos públicos. Fue uno de los autores ideológicos de la doctrina nacional justicialista, publicada con el título: "La comunidad organizada: Esbozo filosófico". Desde marzo de 1951 fue director de la Escuela Superior Peronista "Juan Domingo Perón", el cual publicaba además la revista Mundo Peronista. Fue el impulsor del Consejo Nacional de Investigaciones Técnicas y Científicas, el Consejo Nacional de Investigaciones Estadísticas, la Comisión Nacional de Energía Atómica, la Comisión Nacional de Radioisótopos, el Instituto Antártico Argentino, la Reserva Nacional del Copahue, el Instituto Nacional del Hielo Continental Patagónico y el Registro Científico Nacional.
Ya desde 1949 había empezado a publicar en Buenos Aires poemas y obras de teatro con el seudónimo de "Jorge Mar", algunos de ellos publicados por la revista de la Universidad de Buenos Aires, dirigida por el padre Hernán Benítez, asesor espiritual de Eva Perón. Su obra El baldío fue puesta en escena en 1951 en el Teatro Nacional Cervantes, protagonizada por Fanny Navarro, y llevada al año siguiente al cine, protagonizada por Olga Zubarry.
Fue confirmado como Ministro de Asuntos Técnicos en el gabinete del segundo gobierno de Perón, a partir de junio de 1952. Acompañó a Eva Perón en sus últimos días de vida. Fue uno de los autores del Segundo Plan Quinquenal, y exclusivo autor de las secciones dedicadas a la política de salud pública y sanidad. También impulsó fuertemente la racionalización administrativa, y propuso rebajar su propio ministerio a la categoría de Secretaría, proyecto que no se realizó.
En julio de 1955, el presidente Perón reorganizó los ministerios, disolviendo el Ministerio de Asuntos Técnicos y reemplazándolo por una Secretaría de Asuntos Técnicos, cuyo titular siguió siendo Mendé. Éste renunció a su cargo a fines de agosto de 1955, menos de un mes antes de que se produjera el golpe militar que derrocaría a Perón.
Renunció a su cargo en agosto de 1955, luego de instalada la dictadura militar autodenominada Revolución Libertadora fue arrestado por un tiempo, permaneciendo preso en el penal de la calle Las Heras, desde el cual lanzó algunas acusaciones contra el depuesto presidente. Liberado, se exilió en el Paraguay, donde retomó su actividad como médico y llevó adelante estudios sobre las parálisis causadas por la hemiplejía.
Regresó a la Argentina y falleció en Esperanza el 3 de diciembre de 1963.
Su hijo Jorge Raúl fue un militante montonero, secuestrado en noviembre de 1976, torturado y asesinado poco después.